# Crossing field

〈Crossing Field〉(크로싱 필드, 일본어: クロッシング・フィールド)는 LiSA의 두번째 싱글, 2012년 8월 8일에 애니플렉스에서 발매되었다.

## 개요
전작〈oath sign〉부터 약 9개월 만에 2012년 1월 작목의 싱글. 표제곡〈Crossing Field〉는 TV 애니메이션 《소드 아트 온라인》아인크라드 편의 오프닝 테마 로 기용된,「신뢰」를 테마로 한 곡으로, LiSA 자신도 “소드 아트 온라인 속 전투를 표현한 노래이다”라고 말하고 있다.

## 수록곡

### 초회생산한정반·통상반
1. Crossing Field
작사·작곡: 와타나베 쇼, 편곡: とく
TV 애니메이션『소드 아트 온라인』아인크라드 편 오프닝 테마.
2. 언젠가의 편지(いつかの手紙) [5:40]
작사: 古屋真, 작곡·편곡: 黒須克彦
3. Kiss me PARADOX [4:14]
작사: 古屋真, 작곡·편곡: 磯崎健史
4. Crossing Field（Instrumental）

DVD（초회한정반만）
1. Crossing Field -Music Clip-

### 기간생산한정반
1. Crossing Field
2. 언젠가의 편지(いつかの手紙)
3. 변하지 않는 파랑(変わらない青) [4:19]
작사: LiSA, 작곡: 渡辺翔, 편곡: 秀行
4. Crossing Field -TV ver.- [1:37]

DVD
1. Crossing Field -SWORD ART ONLINE non-credit opening-